# عيسى ذياب
عيسى ذياب (29 نوفمبر 1986 -)، ممثل ومخرج كويتي. خريج «المعهد العالي لفنون المسرحية» عام 2006.

## من أعماله

### المسلسلات
- تو النهار.
- لهفة الخاطر.
- غريب الدار.
- خوات دنيا.
- ذاكرة من ورق (قام بدور علي).

- حلفت عمري.
- البيت بيت أبونا.
- الواجهة .
- صديقاتي العزيزات.
- الحب الحلال.
- اليوم الاسود.
- غرابيب سود.
- حكيات سداسيات.
- سيدة العتمة

### الإخراج
- كان في كل زمان.
- سامحني خطيت.
- روتين (مسلسل).
- هم نوايا

## روابط خارجية
- عيسى ذياب على موقع قاعدة بيانات الأفلام العربية